# Hamburger Abendblatt
Hamburger Abendblatt, startad 14 oktober 1948, är en tysk konservativ regional dagstidning i Hamburg. Tidningen har sexdagarsutgivning, måndag–lördag. Den sålda tryckta upplagan var 183 549 sålda exemplar under 2:a kvartalet 2016. Tidningen ägs av Funke Mediengruppe, som förvärvade tidningen från Axel Springer AG 2014, och sedan 2015 produceras det överregionala nationella redaktionella materialet och utrikesmaterialet från Funke Mediengruppes centralredaktion i Berlin.
Hamburger Abendblatt är i första hand regionaltidning för Hamburgs storstadsområde och dess omgivningar i norra Niedersachsen och södra Schleswig-Holstein. I Harburg, Kreis Pinneberg, Kreis Stormarn och staden Norderstedt ges dessutom lokala bilagor ut som distribueras med tidningen.